# Sintra
Pour les articles homonymes, voir Sintra (homonymie).
 (août 2012).
Si vous disposez d'ouvrages ou d'articles de référence ou si vous connaissez des sites web de qualité traitant du thème abordé ici, merci de compléter l'article en donnant les références utiles à sa vérifiabilité et en les liant à la section « Notes et références ».
Sintra  (anciennement Cintra) est une ville et un municipio portugais située à 25 km au nord-ouest de Lisbonne dans le district de Lisbonne (région de Lisbonne et sous-région de la Grande Lisbonne). L’harmonie parfaite entre la nature et le patrimoine de la ville a conduit l’UNESCO à classer la ville au Patrimoine Culturel de l’Humanité, dans la catégorie paysage culturel, en 1995.
La population de la ville est de 33 000 habitants, celle du municipio (commune ou municipalité) est de 377 835 habitants.
Sintra est le deuxième « município » le plus peuplé du Portugal et comprend dans son territoire 20 freguesia dont la plus peuplée est celle de Algueirão-Mem Martins avec 66 250 habitants.

## Histoire

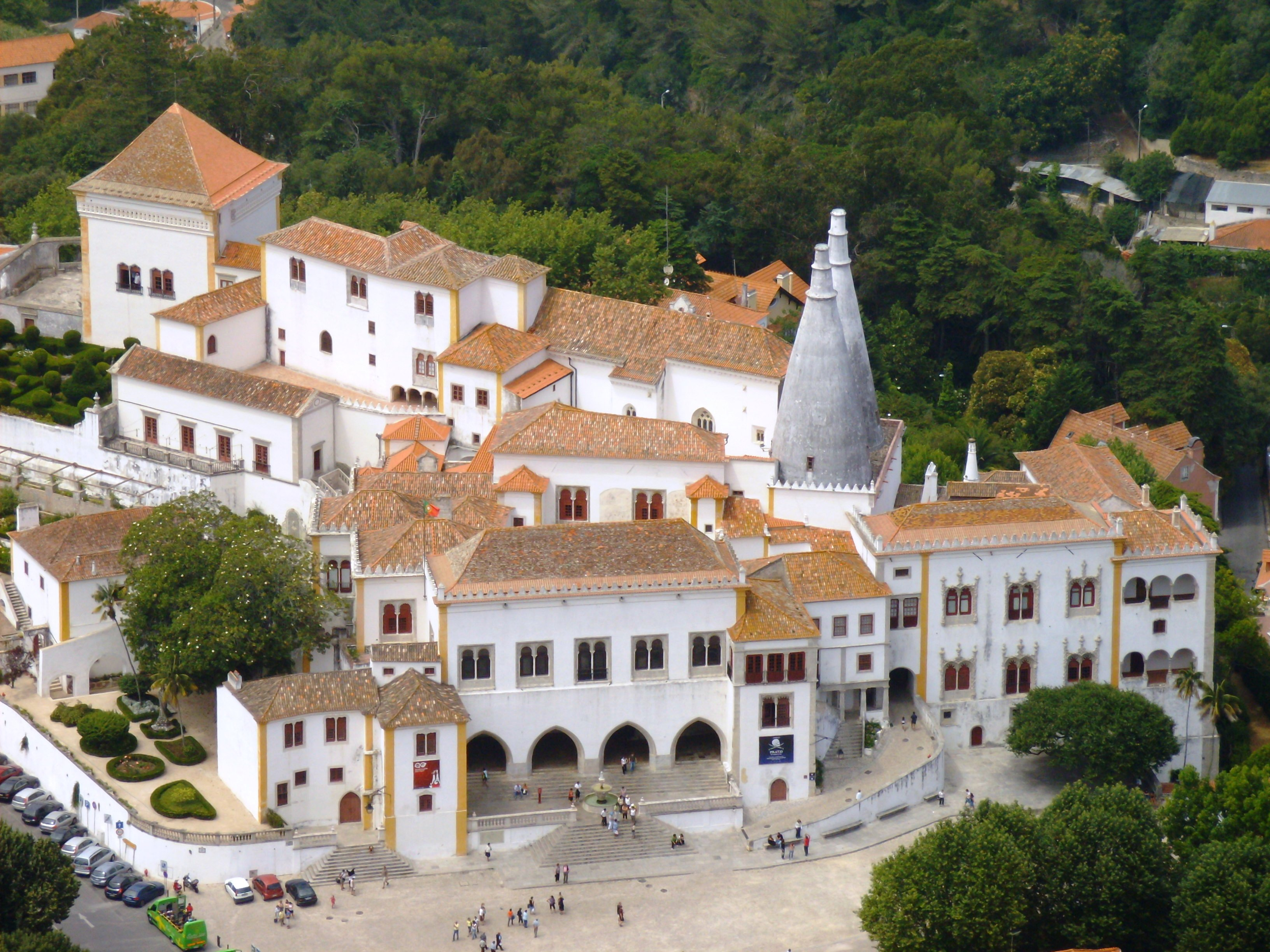
Ancien palais royal de Sintra.

### Préhistoire
- Le Monument préhistorique de Praia das Maçãs
- Le site du château Maure surplombant la ville est occupée depuis au moins le Néolithique.

### Antiquité
Dès le IIe siècle av. J.-C., la ville aurait été habitée par des populations romanisées ; elle faisait alors partie du territoire de la ville romaine d'Olisipo, la future Lisbonne.

### Moyen Âge
Après la conquête musulmane de la péninsule Ibérique de 711, la ville de Sintra est intégrée dans l'émirat puis le califat de Cordoue, dans la région nommée Gharb al-Ândalus (ouest d'Al Andalus). Elle apparaît dans des textes géographiques (Al-Bakri, XIe siècle), comme dépendance de Lisbonne et principal centre urbain après celle-ci, Santarem étant alors la principale ville de la région. La construction du fort dominant le site fut motivée par la surveillance des côtes après les raids Vikings du IXe siècle. Sintra fut renommée pour l'étude du fiqh (droit musulman).
Deux des principaux monuments de Sintra, le Château des Maures et le palais national ainsi que la ville elle-même, datent de l'époque musulmane.
Comme l'ensemble de la région de Lisbonne, Sintra tombe en 1147 entre les mains du roi catholique Alphonse Ier (premier roi du Portugal), aidé par une armée de croisés anglais et flamands, lors de la Reconquista. Cette étape marque le début de la construction de couvents et monastères dans la Serra.

### XVesiècle
À compter du XVe siècle, le palais devenant l'un des principaux lieux de villégiature de la cour, la ville s'enrichit de nombreuses villas érigées par l'aristocratie lisboète.

### XIXesiècle
En 1808, c'est à Sintra qu'est signée la convention pour rétablir la paix après l’invasion du Portugal par l’armée française.
La ville devient l'un des hauts lieux de l'architecture romantique : le poète anglais Lord Byron y effectue de nombreux séjours ; le prince Ferdinand de Saxe Cobourg-Gotha de Bavière achète les ruines de l'ancien monastère de Notre-Dame de la Péna édifié en 1503 et entreprend la construction du palais de Pena ; celui-ci se caractérise par un mélange de styles (gothique, maure, Renaissance et manuélin). Il aménage, en outre, un parc regroupant, à côté des essences locales, de nombreuses essences exotiques. Le cadre de la ville participe grandement à l'engouement de toute l'Europe pour cette ville.

## Démographie
| 1801   | 1849   | 1900   | 1930   | 1960   | 1981    | 1991    | 2001    | 2011    |
| ------ | ------ | ------ | ------ | ------ | ------- | ------- | ------- | ------- |
| 12 487 | 17 129 | 26 074 | 37 986 | 79 964 | 226 428 | 260 951 | 363 749 | 377 835 |

## Géographie
Sintra est située dans la province de l'Estrémadure, au pied et sur le versant nord de la Serra de Sintra, une étroite chaîne verdoyante aux sommets granitiques qui s'allonge entre Lisbonne et la côte de l'Atlantique. La Serra de Sintra forme une barrière montagneuse (point culminant à la Cruz Alta : 529 m) sur laquelle se condensent les pluies venues de l'océan Atlantique.
Le climat exceptionnel de cette région favorise la présence d'une végétation dense et riche en espèces au cœur d'un parc national classé par l'UNESCO. À juste titre, Lord Byron l'avait surnommé le « Glorieux Eden ».

## Économie
L'économie locale est essentiellement axée sur le tourisme.

## Patrimoine

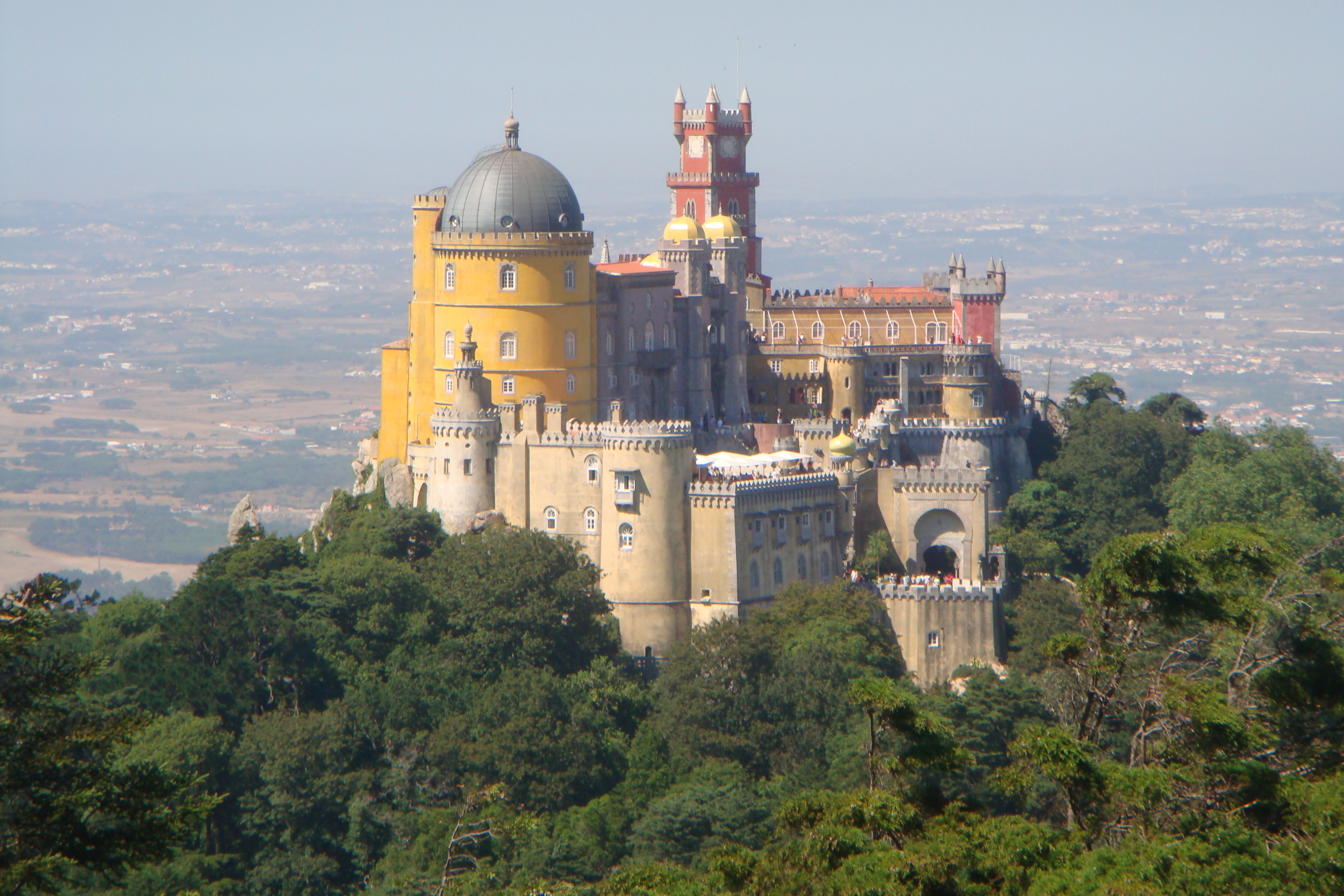
Palais national de Pena.

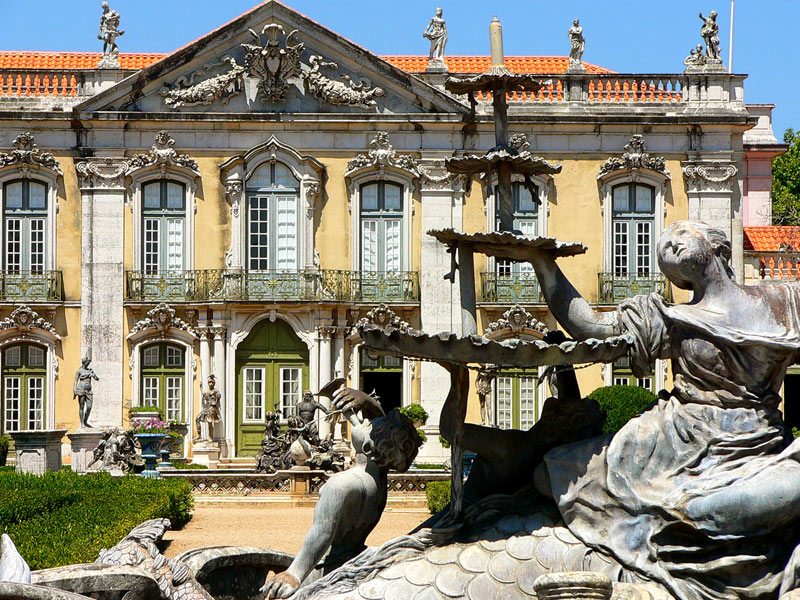
Palais national de Queluz.

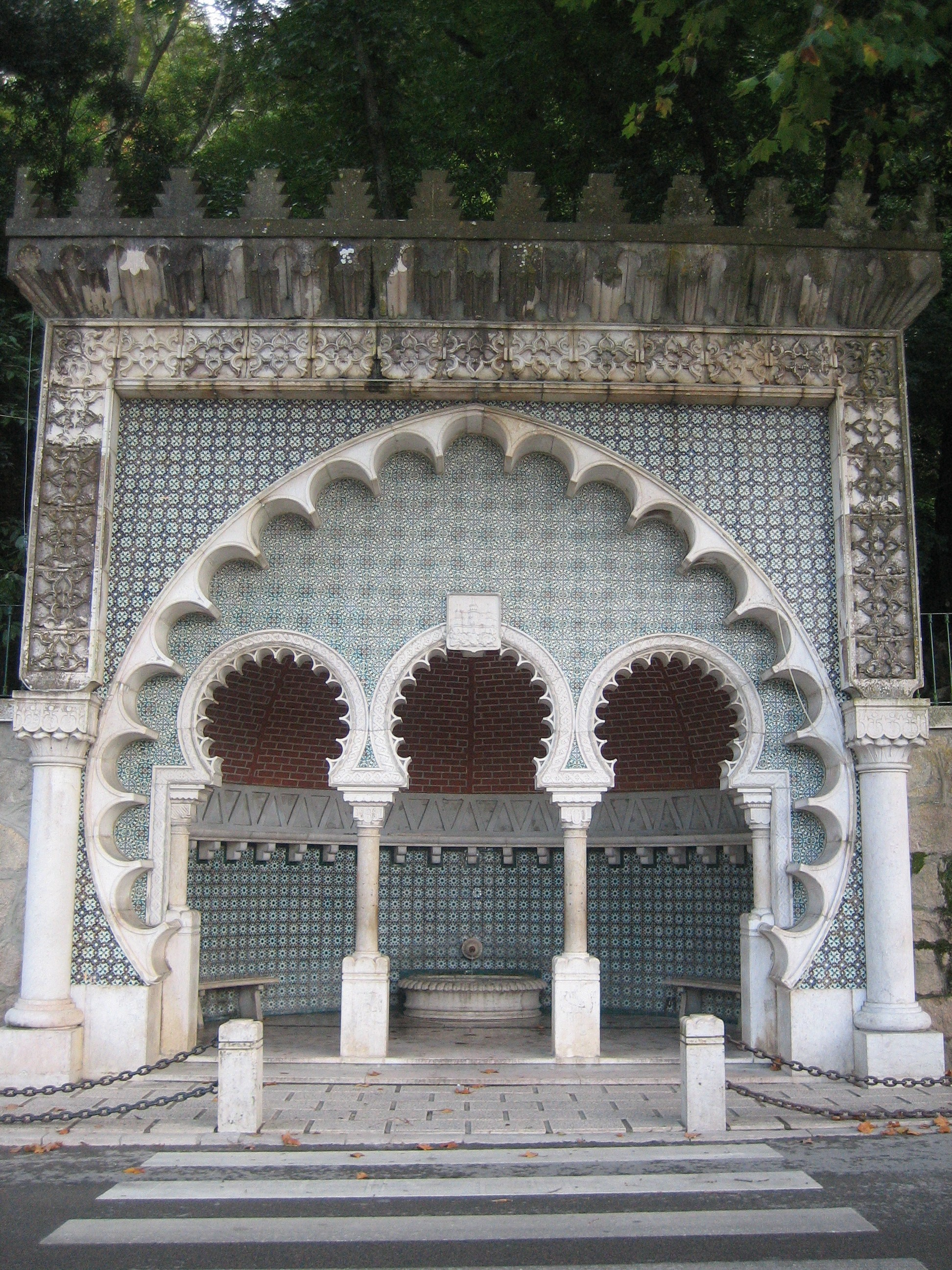
La Fonte Mouriscas

La ville est entourée de retiros, luxueuses propriétés où l'on faisait retraite, et de quintas, maisons à mi-chemin entre la ferme et le petit palais, où l'aristocratie lisboète venait chercher la fraîcheur en été.
- Château des Maures.
- Chalet et jardin de la comtesse d'Edla.
- Palais national de Pena.
- Palais national de Sintra ou palais de la Ville.
- Palais de la Regaleira.
- Palais de Seteais.
- Palais de Monserrate.
- Couvent des Capucins.
- Palais royal de Queluz ou palais national de Queluz.

## Personnalités liées
- Alfredo da Silva (1871-1942), homme d'affaires et premier grand industriel du Portugal.
- Frank Craig (1874-1918), peintre et illustrateur britannique, y est mort.
- Eveline Adelheid von Maydell (1890-1962), artiste estonienne de silhouette, y est morte
- Ayrton Senna (1960-1994), pilote triple champion du monde de Formule 1 brésilien, possédait un complexe immobilier à Sintra.

## Freguesias
- Agualva
- Algueirão-Mem Martins
- Almargem do Bispo
- Belas
- Cacém
- Casal de Cambra
- Colares
- Massamá
- Mira-Sintra
- Monte Abraão
- Montelavar
- Pêro Pinheiro
- Queluz
- Rio de Mouro
- Santa Maria et São Miguel
- São João das Lampas
- São Marcos
- São Martinho
- São Pedro de Penaferrim
- Terrugem

## Jumelages
La ville de Sintra est jumelée avec :
- Assilah (Maroc) depuis le 5 aout 2006
- Beira (Mozambique) depuis mai 2009
- Bissau (Guinée-Bissau) depuis le 30 juin 1997
- El Jadida (Maroc) depuis le 5 octobre 1988
- Fontainebleau (France) depuis le 8 mars 2016
- Honolulu (États-Unis) depuis le 9 octobre 1998
- La Habana Vieja (Cuba) depuis le 21 juillet 2000
- Lobito (Angola) depuis le 30 juin 1997
- District de Namaacha (Mozambique) depuis le 24 mai 1999
- Ōmura (Japon) depuis le 21 aout 1997
- Oviedo (Espagne) depuis le 24 novembre 2018
- Petrópolis (Brésil) depuis le 30 juin 1997
- Trindade (Sao Tomé-et-Principe) depuis le 30 juin 1997
- Nova Sintra (Cap-Vert) depuis le 5 mai 1995

## Galerie

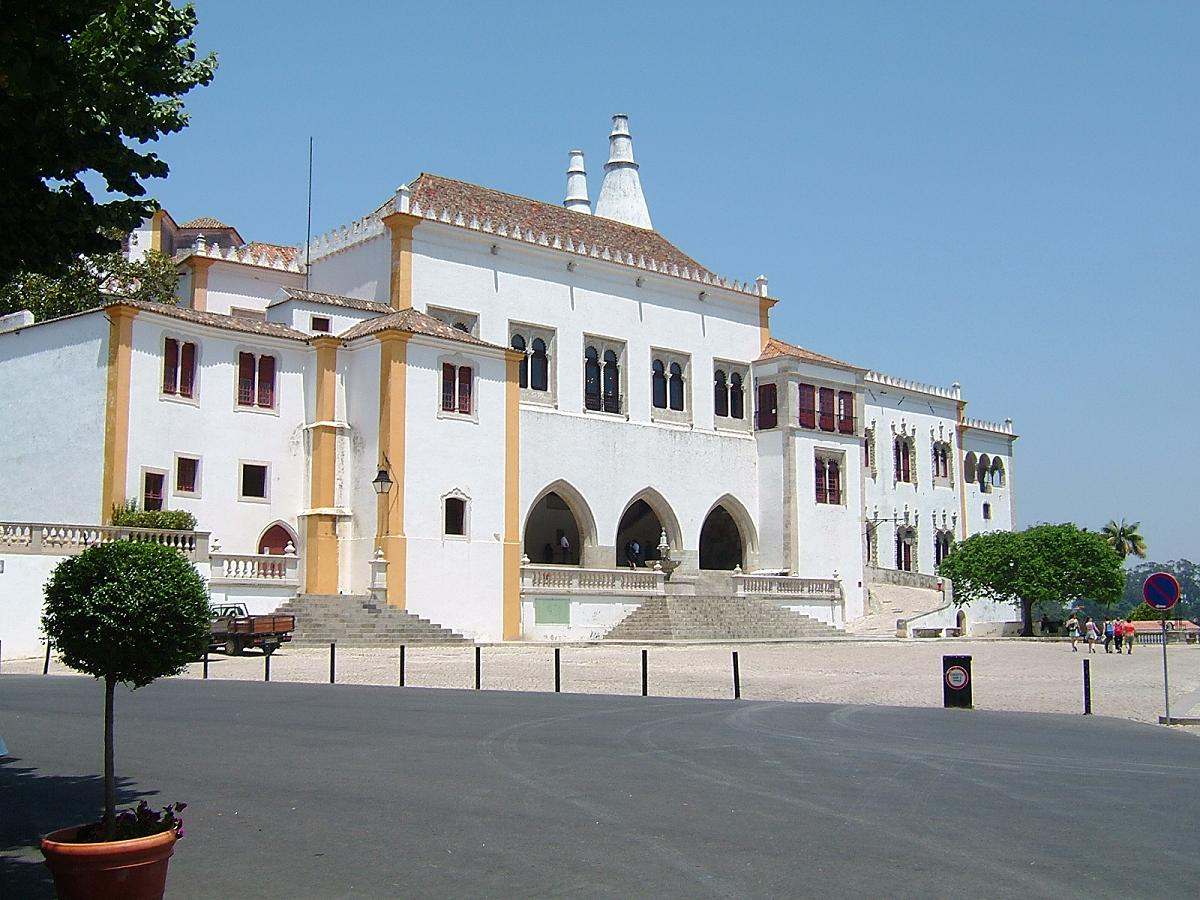
Palais national
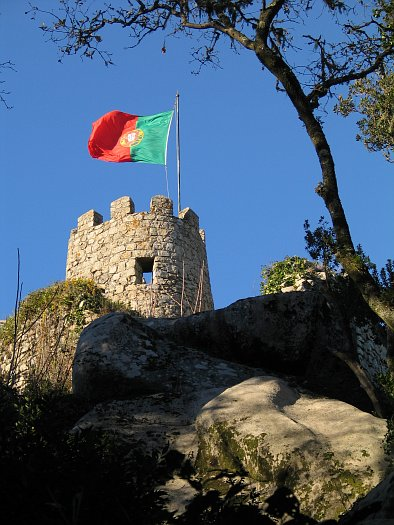
Château des Maures.
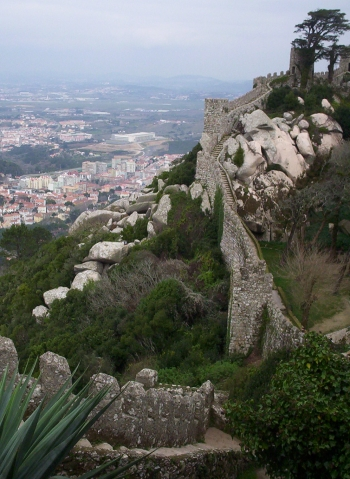
Vue du château des Maures.
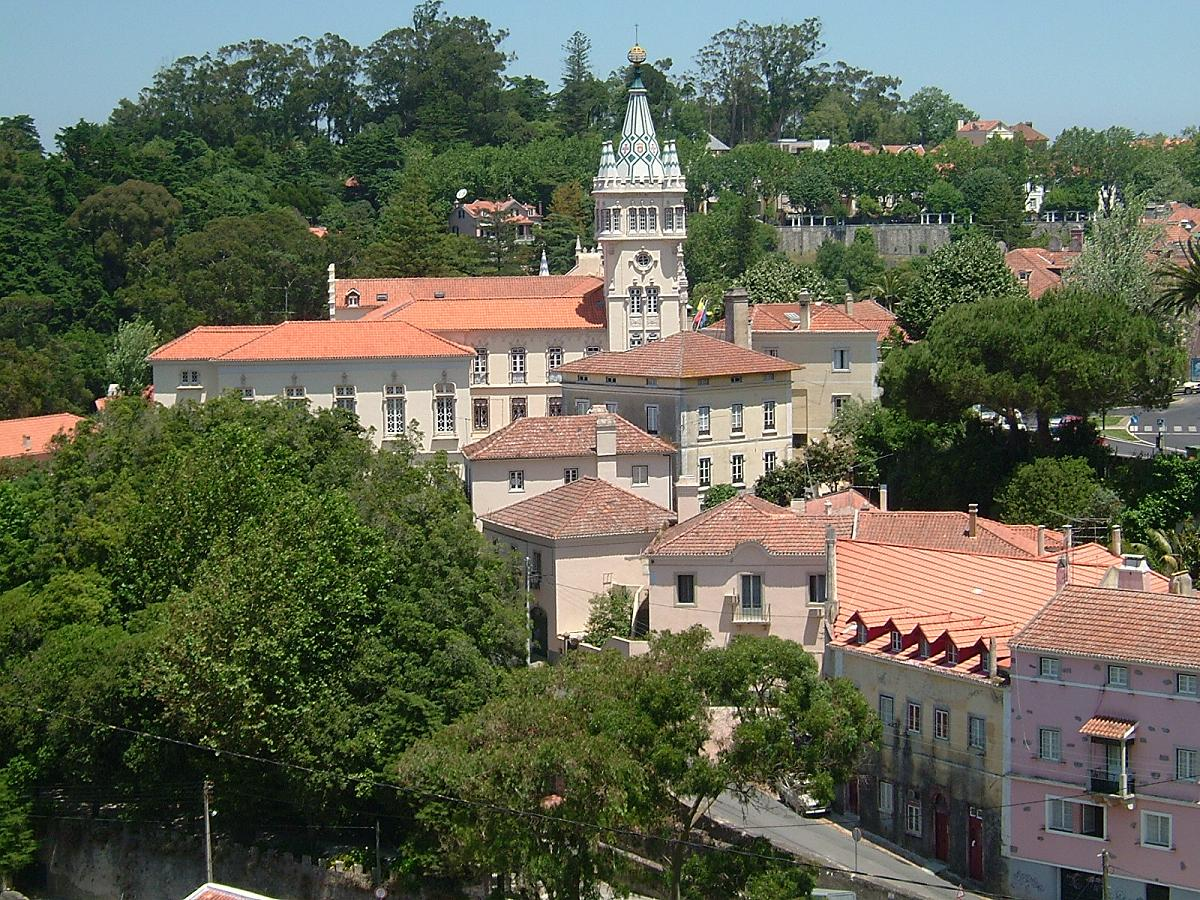
Hôtel de ville.
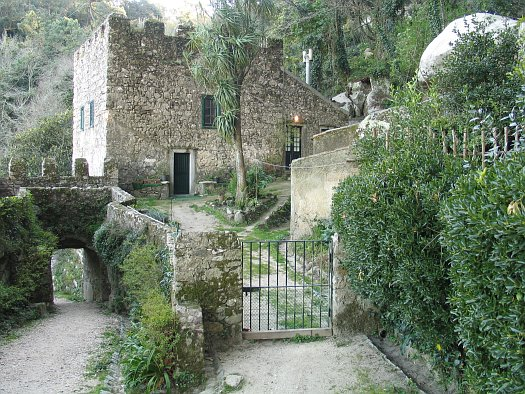
Maison à Sintra.
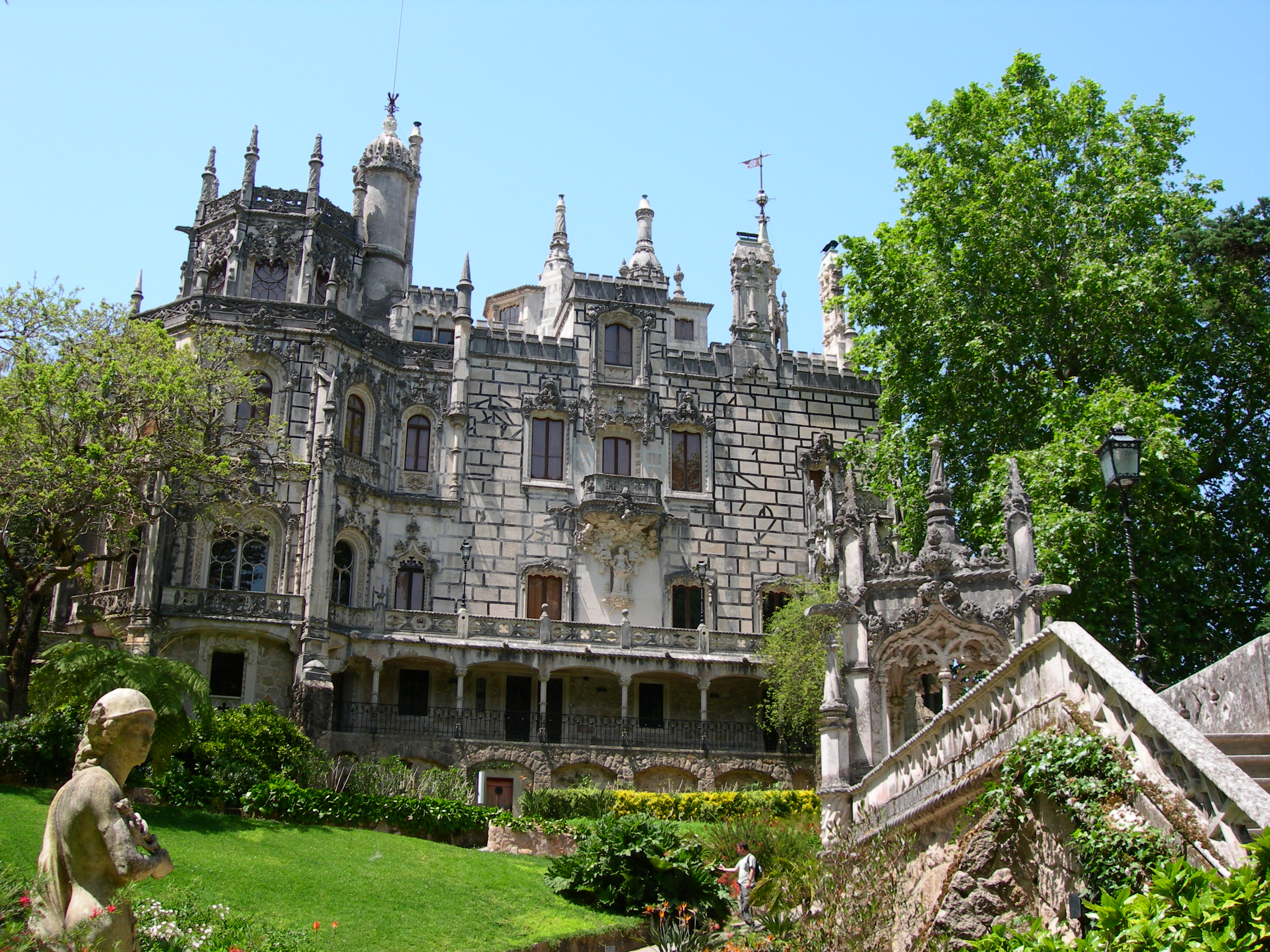
Palais de la Regaleira.
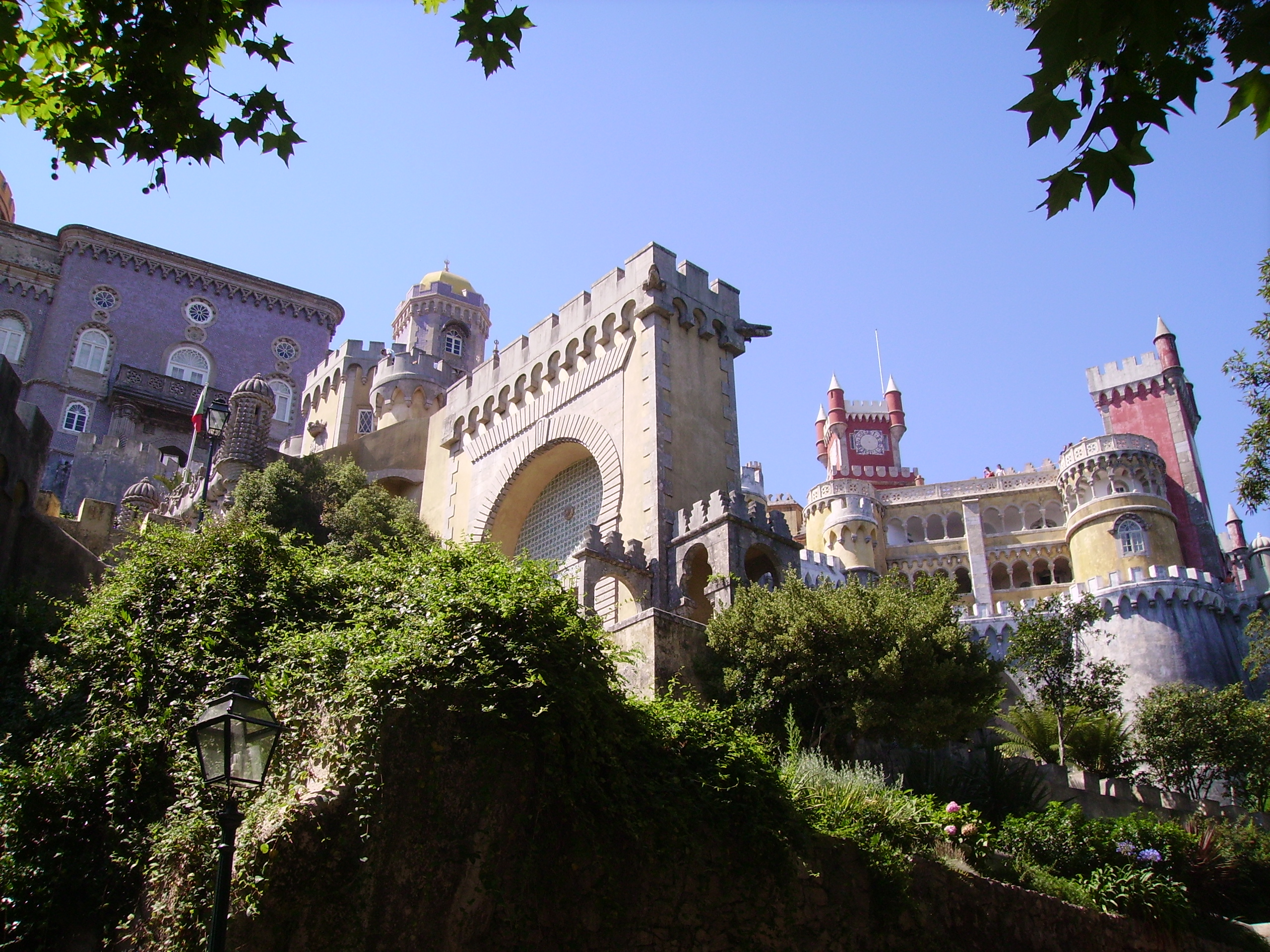
Palais Da Pena.
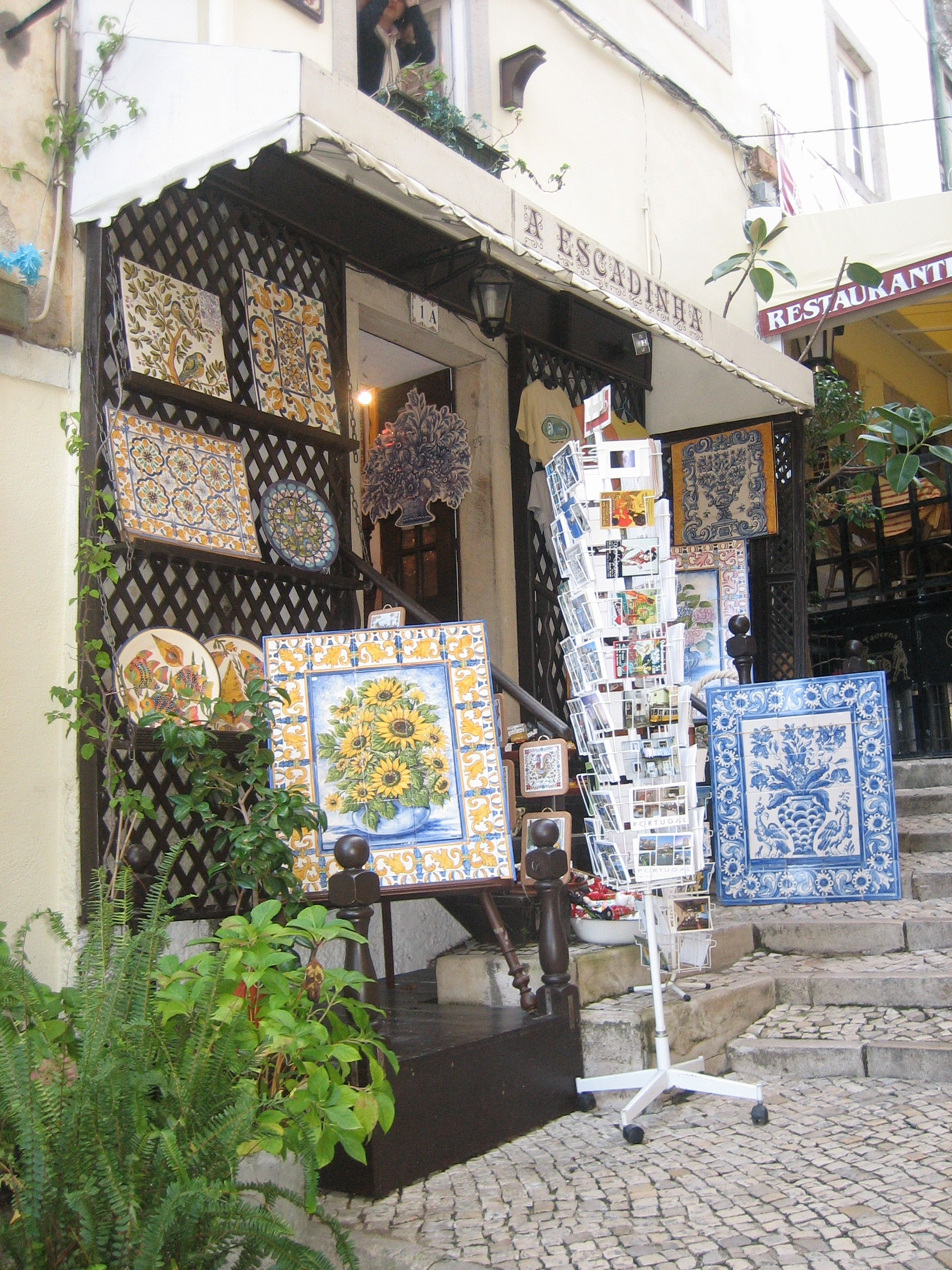
A Escadinha.
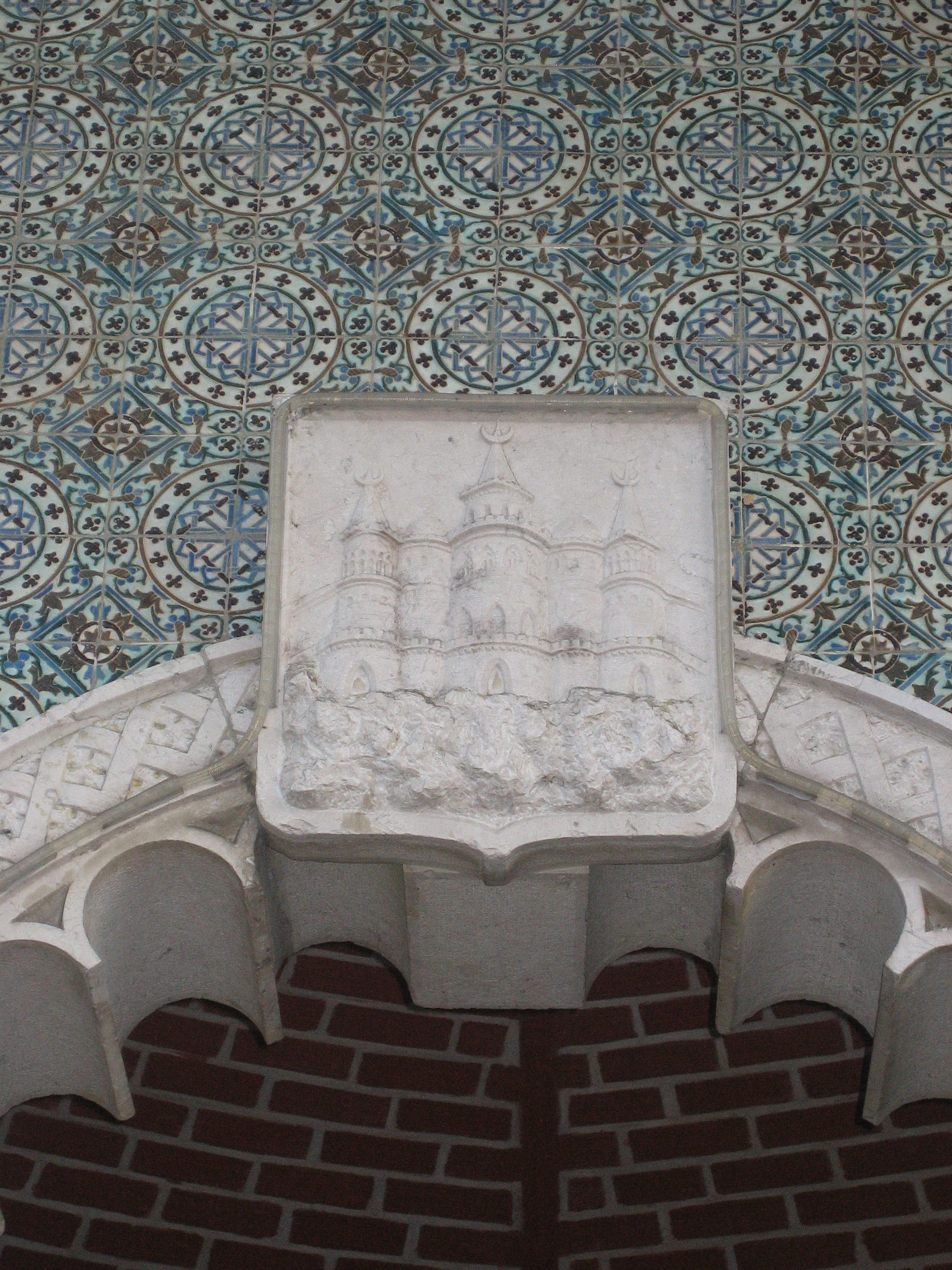
Détail de la Fonte Mouriscas.
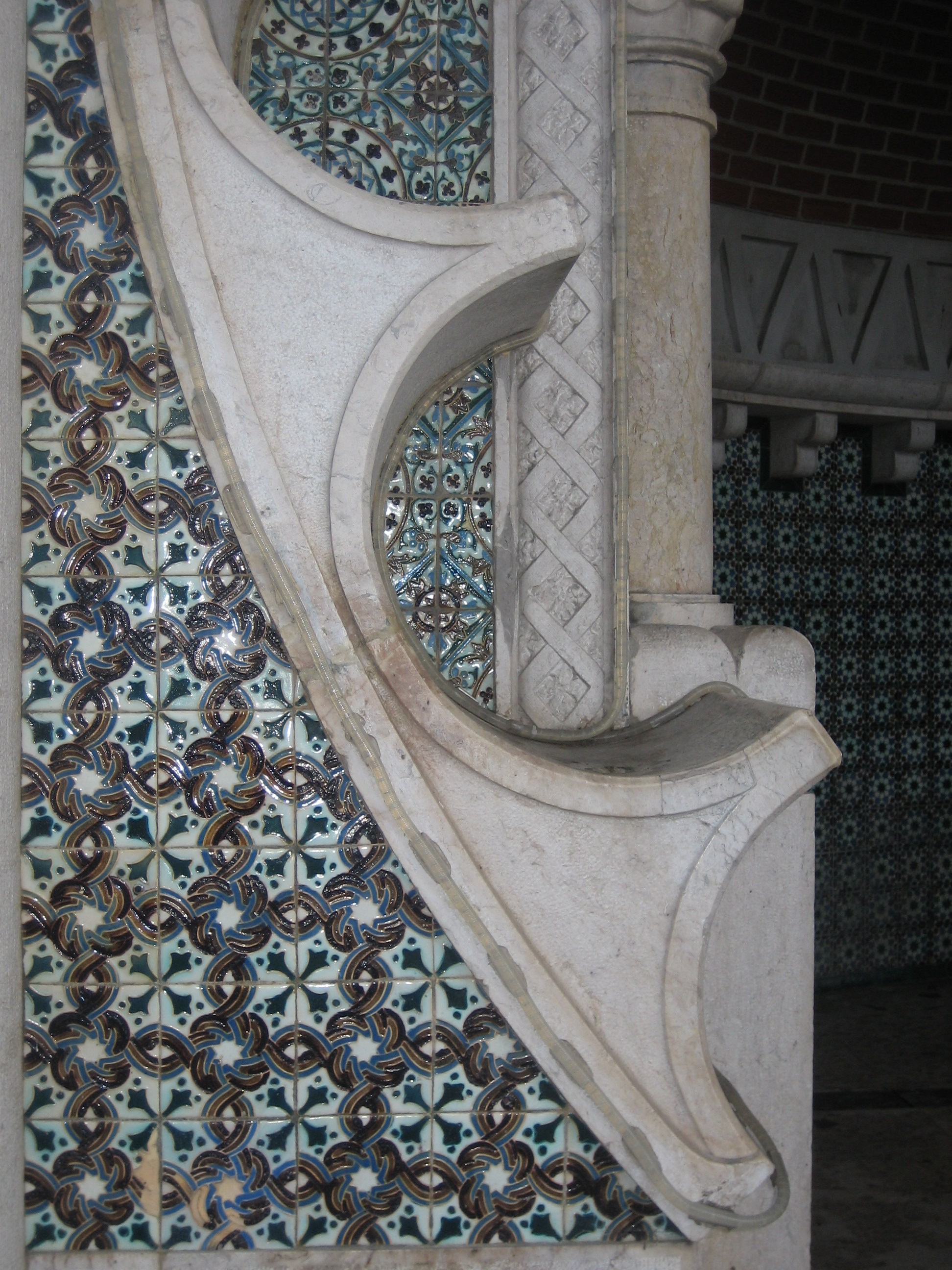
Détail de la Fonte Mouriscas.
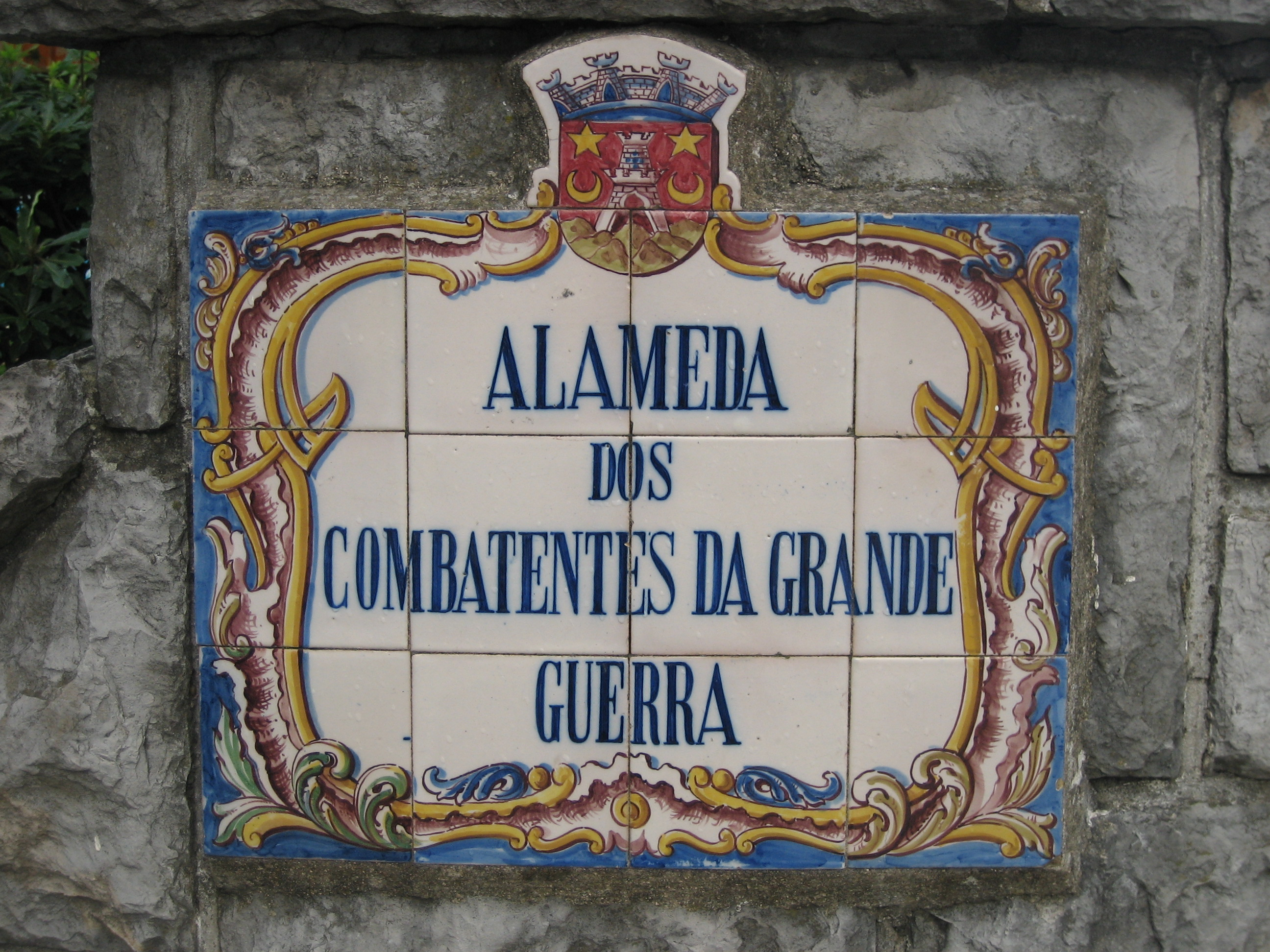
Alameda dos Combatentes da Grande Guerra.
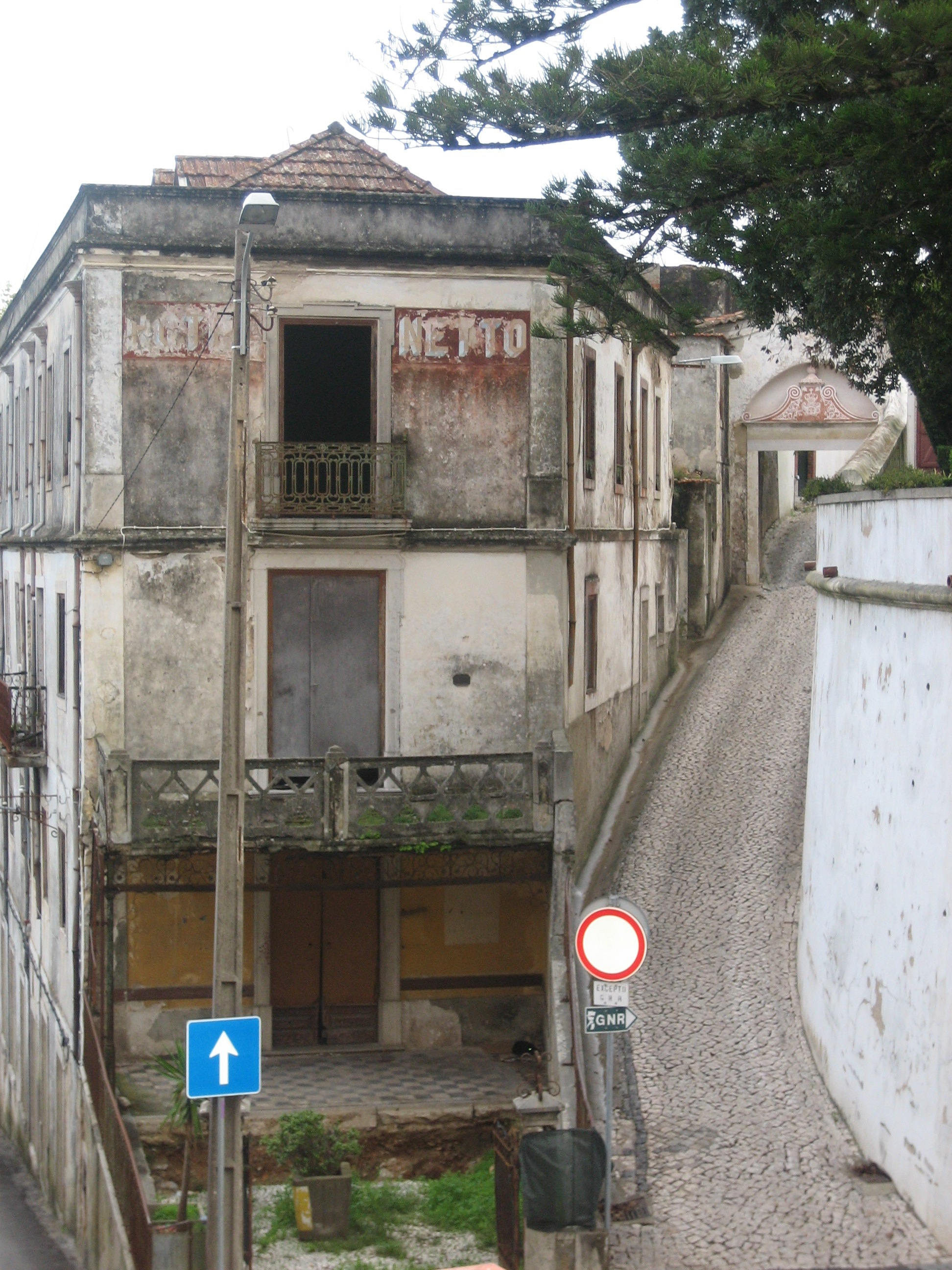
L'Hôtel Netto, ou ce qu'il en reste.
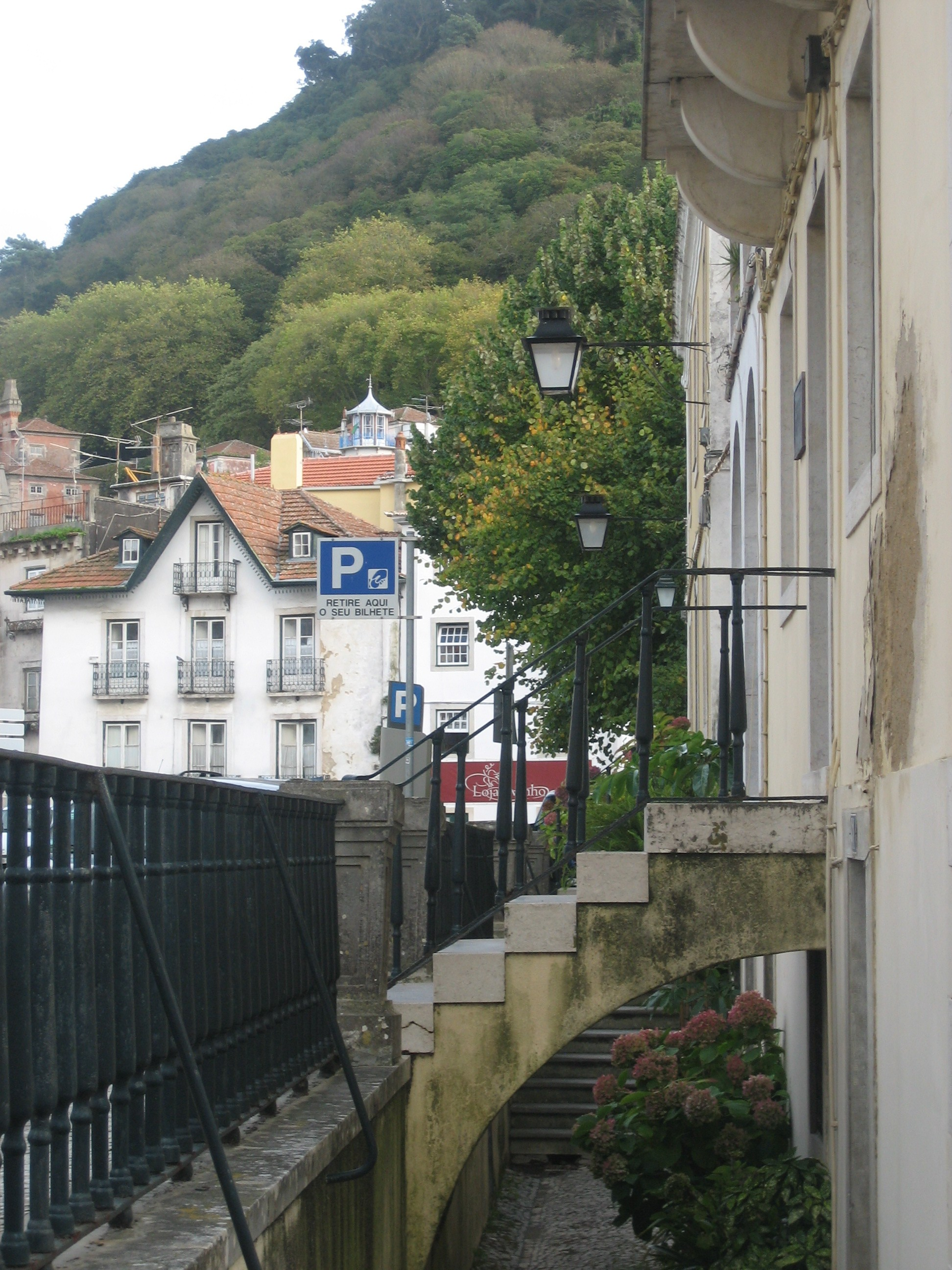
À côté du Tivoli.